# WAHO學院
WAHO學院 声優・ナレーター トレーニングスタジオ（ワホウがくいん せいゆう・ナレーター トレーニングスタジオ）は、EARLY WING GROUPが運営する声優養成所である。声優の寺井智之が校長を務める。
声優事務所の株式会社EARLY WING、株式会社FIRST WIND production、株式会社WITH LINE、株式会社PUGNUSと言ったEARLY WING GROUPの附属養成所として運営。逢坂良太、大坪由佳、白井悠介、酒井広大、東城日沙子、今村彩夏らを輩出している。

## 概要
2010年4月に声優事務所、EARLY WINGの附属養成所として東京に事務局とレッスンスタジオを開設。当初の名称はアーリートレーニングスタジオ（ETS）であった。その後、「Ability Soul Pro」（現：FIRST WIND production）と「WITH LINE」、「PUGNUS」が設立され、声優事務所4社合同の養成所となる。
2015年に大阪に事務局とレッスンスタジオを開設。それに伴い、名称を「声優・ナレーター トレーニングスタジオ」に変更。
2017年2月にWebラジオ「SNT RADIO VoiceWorks-R」が配信開始。
2017年4月に東京スタジオの場所と施設がリニューアル。それに伴い、名称を「WAHO學院 声優・ナレーター トレーニングスタジオ」に変更。
2020年5月よりSkypeを利用して自宅からレッスンを受けられるサービス「WAHOオンライン声優レッスン」の受付を開始。
講師として、舞台の演出家、アニメ・外画の音響監督などが名を連ねている。また、所属声優もレッスンを担当している。

## 主な出身者
- 逢坂良太
- 大坪由佳
- 白井悠介
- 酒井広大
- 東城日沙子
- 笹本菜津枝
- 阿部太樹
- 中島唯
- 中村温姫
- 桃河りか
- 森島亜梨沙
- 石塚祐理菜
- 植田ひかる
- 加藤敦子
- 都丸ちよ
- 古川由利奈
- 寺町南
- 井坂瞳
- 今村彩夏
- 衣川里佳
- 土岐隼一
- 渡辺はるか
- 田村奈央（現所属：東京俳優生活協同組合）